# Project Hinton

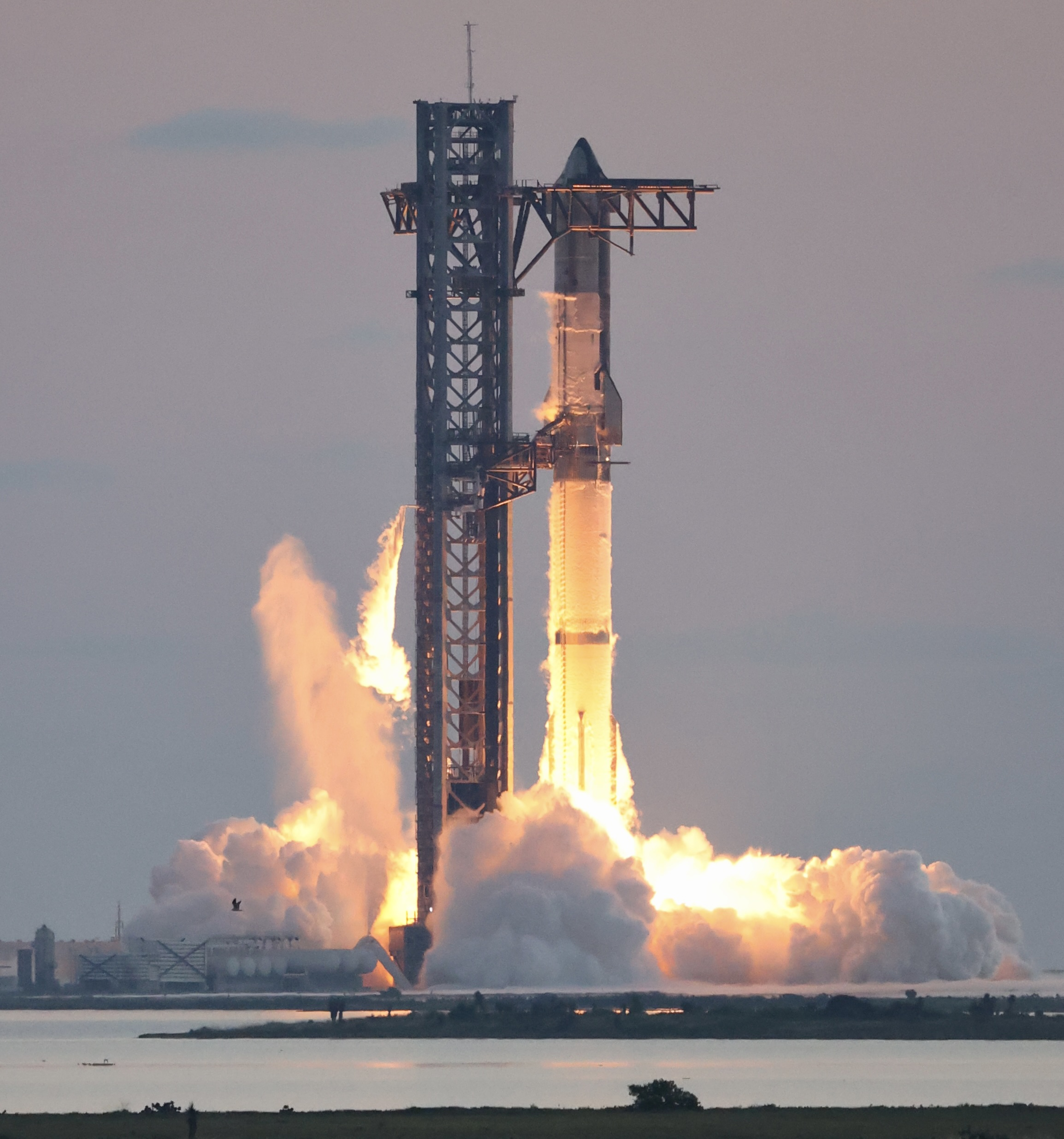
Ракета Starship

Project Hinton — проект компании SpaceX по строительству площадки для запусков сверхтяжёлых лунных ракет Starship с космодрома на мысе Канаверал во Флориде. Он предполагает модернизацию площадки в районе старого 37-го стартового комплекса Космического центра имени Кеннеди. Многоразовая ракетная система Starship состоит из одноименного космического корабля и носителя Super Heavy. При помощи этого космического корабля Илон Маск собирается совершить в 2026 году первый непилотируемый полет к Марсу, пилотируемый — в 2028 году. Проект оценивается в 1,8 миллиарда долларов. Переговоры SpaceX с девелоперской компанией Space Florida находятся на стадии подготовки.
Ракета войдет в атмосферу Марса со скоростью 7,5 километров в секунду и аэродинамически замедлится.
Издание Orlando Sentinel пишет:
Компания американского предпринимателя Илона Маска Space X построит площадку для запусков сверхтяжелых лунных ракет Starship с космодрома в штате Флорида. Руководство организации уже готовится к переговорам по этому вопросу с девелоперской компанией Space Florida.
Сейчас с космодрома на мысе Канаверал Space X может запускать только ракеты Falcon 9. Предыдущие шесть тестовых запусков Starship проводились на стартовой площадке Starbase в Бока-Чика на юго-востоке штата Техас.
На космодроме Канаверал проводятся исследования воздействия на окружающую среду. Эти исследования необходимы для получения разрешений на строительство и дальнейшие операции.
Успешная реализация проекта может не только расширить возможности SpaceX, но и существенно повлиять на темпы освоения космоса в целом.